# Reprezentacja Dominikany w piłce siatkowej mężczyzn
Reprezentacja Dominikany w piłce siatkowej mężczyzn – narodowa reprezentacja tego kraju, reprezentująca go na arenie międzynarodowej
Największym sukcesem zespołu jest start na Mistrzostwach Świata w 1974 roku rozgrywanych w Meksyku, gdzie drużyna zajęła 22. miejsce w stawce 24 zespołów. W Mistrzostwach Ameryki Północnej zespołowi nie udało się do tej pory wywalczyć medalu.
W 2023 roku męski zespół Dominikany wystąpił po raz pierwszy w FIVB Challenger Cup gdzie przegrali w ćwierćfinale z Turcją 1:3.

## Występy namistrzostwach świata
- MŚ ’49 – ’70 – n/s
- MŚ ’74 – 22. miejsce
- MŚ ’78 – ’06 – n/s